# Maria Arciszewska
Maria Arciszewska (ur. 3 grudnia 1921 w Samborze, zm. 3 kwietnia 2003) – poseł na Sejm PRL V i VI kadencji.

## Życiorys
Otrzymała wykształcenie podstawowe i została prządką. W 1946 została wysiedlona do Polski. Instruktor w przyzakładowej szkole zawodowej w Zakładach Przemysłu Wełnianego w Zielonej Górze. W zakładowej organizacji związkowej pełniła funkcję przewodniczącej komisji kobiecej. Do Sejmu była wybierana w okręgu Zielona Góra, jako bezpartyjna. Członek komisji sejmowych Przemysłu Lekkiego oraz Rzemiosła i Spółdzielczości Pracy. Otrzymała Odznakę „Za zasługi dla rozwoju województwa zielonogórskiego”.
Pochowana na cmentarzu komunalnym starym w Zielonej Górze.